# Altenburský bublák

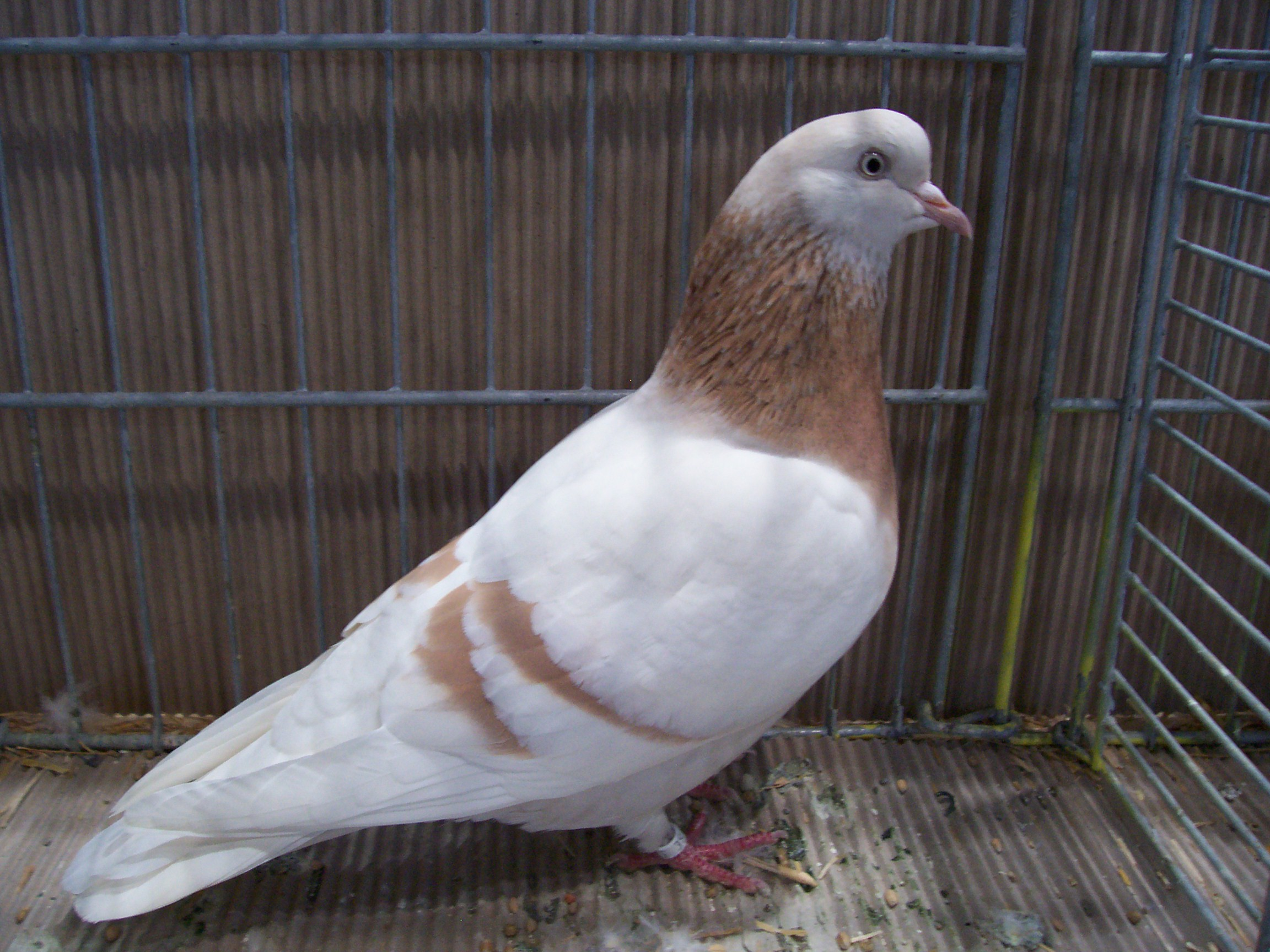
Altenburský bublák žlutý

Altenburský bublák, též polní bublák je plemeno holuba domácího pocházející z Německa, oblastí jeho původu Sasko a Durynsko. Je to vzhledem nenápadný holub, který se příliš neliší od divokého holuba skalního, jeho zvláštností hlasový projev, tzv. bublání. Je to vrkání přeměněné na dlouhotrvající zvuk připomínající vzdálené zurčení potoka, zvonění zvonů nebo bubnování. Přestože tento rys je společný všem holubům bublákům, altenburský bublák mezi nimi patří vůbec k nejlepším. V seznamu plemen EE se řadí do plemenné skupiny bubláků a to pod číslem 0513.
Je to pták střední velikosti, tělesnými tvary prakticky shodný s polním holubem. Od něj se odlišuje snad pouze vysokým vyklenutým čelem a perlovýma očima. Na rozdíl od mnoha jiných bubláků nemá žádné pernaté ozdoby, ani chocholku, ani rousy. Ani barevností nezaujme, nejčastěji jsou altenburští bubláci celobarevní, bezpruzí, pruhoví i kapratí, a plnobarevní černí, šedohnědí, červení a žlutí, dále existují i tygři, bělouši a bílí ptáci.
Má vynikající letové schopnosti, může být chován i volně, v tom případě sám zalétá za potravou do polí (polaří), je velmi shánčlivý a ostražitý. Je také plodný a odchovává sám holoubata. Je proto vhodný i pro začátečníky.
Nejvýznamnější vlastností altenburského bubláka je jeho schopnost bublání. Zní jako zvuk vzdálených bubnů a jeho bublání je poměrně hlasité. Bublají rádi a dlouho, během dne a za jasných nocí při vyrušení i v noci, bublají i ve výstavní kleci v přítomnosti cizích lidí. V bublání altenburského bubláka se pořádají i soutěže.